# Freedom to Roam
Freedom to Roam is het vierde en laatste studioalbum van Nikola Šarčević, de zanger van de punkband Millencolin. Het is uitgegeven op 20 maart 2013 door Stalemate Music, waarmee dit het tweede album is dat hij op dit label heeft laten uitgeven. Het album is, in tegenstelling tot Nikola & Fattiglapparna, volledig in het Engels gezongen.

## Nummers
1. "Ophelia"
2. "Drunk no more"
3. "Loved you before"
4. "Into the arms of a stranger"
5. "In love with a fool"
6. "Here and now"
7. "Free man"
8. "Still loving you"
9. "Which way to go"
10. "The Final Chapter"